# Lorenzo Bessone
Lorenzo Bessone IMC (ur. 3 sierpnia 1904 w Vigone, zm. 7 kwietnia 1976) – włoski duchowny rzymskokatolicki, misjonarz Konsolaty, biskup Meru.

## Biografia
15 sierpnia 1926 otrzymał święcenia prezbiteriatu i został kapłanem Zgromadzenia Misjonarzy Matki Bożej Pocieszenia.
3 marca 1954 papież Pius XII mianował go biskupem Meru. 27 maja 1954 przyjął sakrę biskupią z rąk arcybiskupa turyńskiego kard. Maurilio Fossatiego. Współkonsekratorami byli biskup pomocniczy turyński Francesco Bottino oraz biskup Shaoguanu Michele Alberto Arduino SDB.
Jako ojciec soborowy wziął udział w soborze watykańskim II. Urząd ordynariusza Meru sprawował do śmierci 7 kwietnia 1976. Był ostatnim zagranicznym misjonarzem na tej katedrze. Trzy miesiące przed swoją śmiercią współkonsekrował biskupem Kenijczyka Silasa Silviusa Njiru, który został jego biskupem pomocniczym, a następnie jego następcą na biskupstwie w Meru.